# 丽水港站
麗水港站（：／ Yeosuhang yeok */?）曾經为韩国铁路全罗线上的一座鐵路站，位于全罗南道丽水市閑麗洞，已于1943年废止。

## 历史
- 1934年6月25日，落成使用[1]。
- 1943年12月1日，停止使用[2]。